# Every Little Thing SUMMER SELECTION
『Every Little Thing SUMMER SELECTION』（エブリー・リトル・シング・サマー・セレクション）は、Every Little Thingの配信限定アルバム

## 解説
配信限定アルバムとしては2016年リリースの『Every Little Thing 20th Anniversary LIVE "THE PREMIUM NIGHT" ARIGATO SET LIST Day2 [0807]』より約6年振りのリリースとなる。
本作は「夏」をコンセプトに1996年から2013年に発表されたシングル、アルバムから選曲された15曲が収録されている。
本作はリリースが発表された当初は、どの楽曲がセレクトされるかは発表されず、15曲が収録されると言う情報のみを明かすに留まらせており、収録曲や曲順は後に発売前日の8月6日にYouTubeにて公開されたスペシャルムービーにおいての公開がなされる形となった。
本作のジャケット写真は後にNFTにて販売がなされている。

## 収録曲
1. 出逢った頃のように
作詞・作曲・編曲：五十嵐充
5thシングル
森永製菓「ICE BOX」CMソング
2. スイミー
作詞：持田香織 / 作曲：早川大地（東京エスムジカ） / 編曲：中村康就 & Every Little Thing
31stシングル
関西テレビ・フジテレビ系火曜22時ドラマ『結婚できない男』主題歌
3. キラメキアワー
作詞：持田香織 / 作曲：多胡邦夫 / 編曲：林真史
32ndシングル
「ECCジュニア」CMソング
日本テレビ系『いただきマッスル!』8月エンディングテーマ
日本テレビ系『ミラクル☆シェイプ』8月エンディングテーマ
4. water(s)
作詞：持田香織 / 作曲：早川大地 / 編曲：村田昭&伊藤一朗
6thアルバム『commonplace』収録曲
5. 夏色夏夢
作詞：持田香織 / 作曲：渡辺和紀 / 編曲：中村康就
32ndシングル『キラメキアワー』のカップリング
日本テレビ系『THE・サンデー』エンディングテーマ（6、7月）
アルバム初収録
6. Grip!
作詞：持田香織 / 作曲：原一博 / 編曲：HΛL
23rdシングル
よみうりテレビ・日本テレビ系列アニメ「犬夜叉」オープニングテーマ
7. カラカラ
作詞：持田香織 / 作曲：飯岡隆志 / 編曲：林"Massy"真史&Every Little Thing
8thアルバム『Door』収録曲
8. FOREVER YOURS
作詞・作曲・編曲：五十嵐充
9thシングル
「シーブリーズ」1998年度CMソング（持田本人出演）
9. ハイファイ メッセージ
作詞：持田香織 / 作曲：HIKARI / 編曲：HIKARI & Every Little Thing
30thシングル
TBS系TV「王様のブランチ」6月・7月エンディングテーマ
10. jump
作詞・作曲：持田香織 / 編曲：村田昭
19thシングル
カネボウ「プロスタイル」TV-CFイメージソング
11. アクアマリンのままでいて
作詞：売野雅勇 / 作曲：和泉常寛 / 編曲：小西康陽
配信限定シングル
フジテレビ系スペシャルドラマ「抱きしめたい！Forever」主題歌
カルロス・トシキ&オメガトライブの「アクアマリンのままでいて」のカバー。
12. Season
作詞・作曲・編曲：五十嵐充
2ndシングル『Future World』のカップリング
オリジナルとしては、アルバム初収録
13. まさかのTelepathy
作詞：持田香織 / 作曲：加藤大祐 / 編曲：中村"Nam-Nam"康就&Every Little Thing
8thアルバム『Door』収録曲
NTTドコモ東北「FOMAエリア拡大 春」篇CMソング
14. Feel My Heart
作詞・作曲・編曲：五十嵐充
1stシングル
「ヴァーナル」CMソング
TBS系『COUNT DOWN TV』1996年8月度エンディングテーマ
15. Dear My Friend
作詞・作曲・編曲：五十嵐充
3rdシングル
「スリムビューティハウス」（飯島直子出演）CMソング
日本メナード化粧品「名古屋ウィメンズマラソン2019」企業CM